# 松浦孝治
松浦 孝治（まつうら こうじ、1938年5月6日 - ）は、日本の政治家、参議院議員（2期）。徳島県議会議員（4期）

## 経歴
徳島県那賀郡那賀川町（現・阿南市）生まれ。1957年、徳島県立富岡東高等学校卒業。1962年、和歌山大学経済学部卒業。同年、商工組合中央金庫に入った。1971年、徳島県議会議員選挙に当選し4期務めた。
1986年、第14回参議院議員通常選挙に徳島県選挙区で自由民主党から立候補し、初当選。1990年に第2次海部改造内閣労働政務次官となる。1992年の第16回参議院議員通常選挙で再選。1998年の第18回参議院議員通常選挙で高橋紀世子（三木武夫の娘）に敗れ、落選。2008年に秋の叙勲で旭日重光章を受章。

## 役職
- 中村博彦徳島後援会顧問